# Parthenope Wald-Harding
Parthenope Ann Wald-Harding (Swillington, 2002), generalmente acreditada como Parthenope, es una músico inglesa. Es conocida por su versión de «Don't Know Why» de Norah Jones y es miembro de Loud LDN.

## Primeros años de vida
Parthenope Ann Wald-Harding ( /pɝθɛnoʊpiː/) nació en 2002 en Swillington y asistió a la Escuela de Música de Chetham en Mánchester, donde estudió saxofón de jazz, y la Escuela Guildhall de Música y Drama. Su madre, Hayley, trabajaba en un centro de música.
Wald-Harding fue inicialmente violinista, lo que tocó desde los once años después de que un profesor de violín le regalara un Joseph Strauss de 1804, pero cambió al saxofón alto después de escuchar a su hermana, Milly, tocar con un conjunto de jazz, y después de que su madre recibió un envío de instrumentos para vender, incluido un saxofón alto que descubrió que no podía mover. En enero de 2020, dejó su violín en un estante encima de su asiento en un tren Mánchester Victoria; después de que el llamamiento de su madre en Twitter para encontrarlo se volviera viral, lo encontró en la oficina de objetos perdidos de la estación. Más tarde ese año, ganó un concurso de arte, el Welcome Back Project, que invitaba a los solicitantes a diseñar un anuncio invitando a los apostadores a regresar a Leeds.

## Carrera
Cuando tenía trece años, The Press señaló que ella y su hermana Milly eran miembros de Yorkshire Young Sinfonia, una orquesta juvenil con sede en Yorkshire. En septiembre de 2020, actuó en el Festival de Jazz de Monterrey como parte del Next Generation Women in Jazz Combo. El 29 de enero de 2021, Wald-Harding tocó la flauta en «The Promise» de Celeste, de su álbum Not Your Muse, donde fue acreditada como Parthenope Wald-Harding. Más tarde ese año, Wald-Harding, apareció en dos temas de DJ Alex FB: «Guessing Game», que también presenta a Nate Gordon y Kya, el 29 de mayo de 2021, y «Again and Again», que también presenta a Harry Linacre, el 24 de julio de 2021. El 22 de octubre de 2021, apareció en «Papaya» de Pastel, del álbum recopilatorio College Music Presents: Back on Track, lanzado el mismo día.
El 30 de septiembre de 2022, lanzó una versión de «Don't Know Why» de Norah Jones, que apareció en el álbum recopilatorio Blue Note Re:imagined II; Como parte de una reseña de dicho álbum, KNKX señaló que «se mantiene fiel al ambiente de cafetería original de Jones, pero agrega su perspectiva generacional con una lectura vocal más introvertida y solos de saxofón nítidos y concisos», y lo comparó con «un café con wi-fi gratis, estaciones de carga y buena música». En noviembre de 2022 actuó en Froge.tour. El 30 de marzo de 2023, lanzó «City Life» y el 28 de abril de 2023, lanzó «What You Wanted»; ambos aparecieron en su EP de cuatro pistas del 2 de junio de 2023, Go Somewhere Alone. El 5 de abril de 2023, tocó la flauta en «Dance With You (Comeback)» de Zak Abel, y el 16 de abril de 2023 actuó en el Brick Lane Jazz Festival con Vertaal y Harry Pearce. El 9 de junio de 2023, Wald-Harding coescribió tres pistas del álbum Worlds End FM de Hak Baker, «Dying to Live», «Almost Lost London» y «The End of the World», y el 13 de octubre de 2023 apareció en «Portofino», del álbum On the Inside de Gotts Street Park.

## Arte
Wald-Harding está influenciada por Pilgrimage de Michael Brecker, ya que la recibió como regalo de Navidad; su estilo de escritura está influenciado por Men I Trust. En enero de 2023, estaba saliendo con Harry Pearce, bajista y compositor. Ella es miembro de Loud LDN.